# 김기창 (법학자)
김기창(1963년 1월 23일 ~ )은 대한민국의 법학자이자 변호사이다. 대구 출신인 그는 현재 고려대학교 교수로 재직하고 있다.

## 경력
1981년 서울대학교 법과대학에 입학하여 1985년에 학사 학위하였고, 그 후 1985년 9월부터 1986년 6월까지 시카고 대학교 로스쿨에 재학하여 법학 석사 학위를 취득하였고, 1988년 3월에 제19기로 사법 연수원에 입소하였으며, 1990년 3월부터 9월까지 세방 종합 법률사무소에서 변호사로 재직하였다. 1990년 10월부터 1994년 7월까지 캠브리지 대학교 퀸즈 컬리지에 재학하여 박사 학위를 취득하였다. 1994년 10월부터 1997년 9까지 캠브리지 대학교 퀸즈 컬리지에서 전임 연구 교원으로, 1997년 10월부터 2002년 9월까지 캠브리지 대학교 셀윈 컬리지에서 전임 강사로, 2000년 10월부터 2002년 9월까지 캠브리지 대학교 법과대학에서 노튼로즈 기금 교수로 재직하였다. 2003년 3월부터 고려대학교 법과대학 교수로 재직하고 있으며, 자유전공학부 학부장을 역임하였다.

## 사회활동
영국 유학 시절 리눅스 운영 체제를 사용하면서 오픈 소스에 관심을 갖기 시작하여 마이크로소프트의 국내 독점에 대항하는 오픈웹 커뮤니티를 만들었다. 모든 운영 체제에서 공인인증서를 사용해야 한다며 금융결제원을 상대로 2007년 소송을 제기하였으나 제1심과 항소심에서 패소하고 대법원에 상고했으나 2009년에 기각되었다. 2009년에 《한국 웹의 불편한 진실》이라는 서적을 저술하였다. 오픈웹은 2013년에 사단법인 오픈넷에 통합되었고 현재는 오픈넷 이사로 활동하고 있다. 
한편 친일반민족행위자재산조사위원회에서 행정 심판 위원을 역임한 바가 있고, 서해안 기름 유출 사고와 관련하여 《서해안기름유출사고와 삼성중공업의 배상책임》에 대한 논문을 저술하였다. 2008년 10월에는 언론소비자주권 국민캠페인에 대한 형사 소송 사건에서 언론소비자주권 국민캠페인의 무죄를 주장하는 취지의 증언을 하였고, 2009년 6월에는 법률가 시국 선언에 참여하였다.

## 저술 활동
전문 분야 저술과 일상 생활이 가능한 언어로 한국어, 영어, 프랑스어가 있고 전문 서적 독해가 가능한 언어로 라틴어, 독어, 일본어가 있다.

### 논문
- Etre fidele au roi: XIIe -XIVe siecles, Revue historique 293 (1995) 225-250.
- Calvin's case (1608) and the law of alien status, Journal of legal history 17 (1996) 155-171.
- L'etranger chez Jean Bodin, l'etranger chez nous, Revue historique de droit francais et etranger 76 (1998) 75-92.
- D'ou venez vous, citoyens?, Passerelles, Revue d'etudes interculturelles 17 (1998) 153-161.
- Les diff?rents techniques de l'?laboration de la loi : le code et les "cases", Droits priv?s en cours de globalisation: perspectives cor?ano-francais, Colloque International du Centenaire de la Facult? de Droit de la Korea University et du Bicentenaire du Code Civil Francais, 2005.12.03
- Legal Education and Legal Profession Changes and Challenges, Korea University Law Review Vol.1, Korea University Legal Research Institute, Spring 2007.
- Arbitration agreement under Korean law, Korea University Law Review Vol.3, Korea University Legal Research Institute, Spring 2008.
- Measures of Damages under Korean Contract Law, The Asian Business Lawyer Vol.2, The Korea University Legal Research Institute, WINTER 2008.

- 善意의 역사[1], Jurist 382號, 2002.07
- 善意의 역사[2], Jurist 383號, 2002.08
- 법관의 배상책임과 사법면책 -영국의 경우-, 高麗法學 41호, 고려대학교 법학연구원, 2003.10
- 약속, 합의 그리고 계약, 法史學硏究 29號, 韓國法史學會, 2004.04
- SOFA 제4조와 환경손해 -원상회복의무와 손해배상의무에 관하여-, 民事法學 26號, 韓國民事法學會, 2004.09
- 배아와 복제배아에 대한 한국법의 입장 -생명과학연구의 법적 허용 한계-, 人權과 正義 340號, 2004.12
- 영국의 법조인 양성 및 선발제도 개관, 한국법학교육과 법조실무의 국제경쟁력: 도전과 대응, 한국법학교수회, 2004.12
- 청약의 구속력과 계약자유, 比較私法 12卷 1號, 韓國比較私法學會, 2005.03
- 법학전문대학원(가칭)의 구성과 운영, 安岩法學 20號, 安岩法學會, 2005.04
- 성문헌법과 ‘관습헌법’, 公法硏究 33輯 3號, 韓國公法學會, 2005.05
- 보증채무의 부종성과 독립성 -영국법과의 비교를 중심으로-, 民事法學 29號, 韓國民事法學會, 2005.09
- 피의사실 보도의 문제점, 고대 법대 100년의 학문적 성과와 미래, 고려대학교 법과대학 100주년 기념논문집 발간위원회, 2005.12
- 법적담론 전개 양식의 차이 -성문법 국가와 판례법 국가의 비교-, 세계화지향의 사법: 그 배경과 한국과 프랑스의 적응, 세창출판사, 2006
- 물권행위 탄생사, 아듀, 물권행위(명순구·김제완·김기창·박경신 공저), 고려대학교 출판부, 2006.12
- "법률교육"의 국제경쟁력 확보, 서울대학교 법학 제47권 제4호, 서울대학교 법학연구소, 2007.02
- 컴퓨터 프로그램 보호법제, 安岩法學 25號, 安岩法學會, 2007.11
- 물권행위이론의 비역사성, 法史學硏究 37號, 韓國法史學會, 2008.04
- 영국의 수습변호사제도 -로스쿨 개혁의 성공적 정착을 위한 제안-, 人權과 正義 382號, 2008.06
- 법률교육과 법률가 충원 제도의 글로벌 스탠더드 -법조인의 전문화 및 국제경쟁력 강화의 전제조건으로서-, 저스티스 106號, 韓國法學院, 2008.09
- 서해안 기름 유출 사고와 삼성중공업의 배상책임, 比較私法 15卷 3號, 韓國比較私法學會, 2008.09
- 자주점유의 기원과 종말, 法史學硏究 38號, 韓國法史學會, 2008.10

### 학술 발표
- 로스쿨의 교과과정 제안, 안암법학회 학술발표회 -2004년 추계 학술발표회-, 2004.11.13
- Long Seisin and Novel Disseisin: Acquisitive Prescription in Medieval Common Law? (장기점유와 부동산신침탈(新侵奪): 중세 컴먼로상의 취득시효?), 고대로마와 중세의 법과 평화, 서울대학교 법학연구소 주최 국제학술대회, 2005.10.07
- Legal education and legal profession changes and challenges (법학교육과 법률가 : 변화와 도전), 세계화 시대의 법과 한국법의 발전, 고려대학교 개교 백주년 기념 국제학술대회, 2005.11.19
- Les diff?rents techniques de l'?laboration de la loi: le code et les "cases" (법적담론 전개 양식의 차이: 성문법 국가와 판례법 국가의 비교), 세계화지향의 사법: 그 배경과 한국과 프랑스의 적응, 고려대학교 법과대학 100주년 프랑스민법전 200주년 기념 국제학술회의, 2005.12.03
- 법학교육의 국제경쟁력 확보, 21세기 법학교육의 방향모색, 서울대학교 개교 60주년 기념 학술회의, 서울대학교 법학연구소, 2006.10.20
- Sham transaction - a comparative approach-, ICC/KCAB/KOCIA Conference on "EAST ASIA and INTERNATIONAL COMMERCIAL ARBITRATION", 2006.10.26
- 컴퓨터 프로그램 보호법제, 제44회 안암법학회 춘계학술발표회: 최근의 법적 쟁점과 과제, 2007.5.12
- 인터넷을 통한 네트워킹: 소수자의 견해를 알리는 수단으로서", 한국법사회학회 연구모임회: 정보민주화와 인권, 2007.10.20
- 서해안 기름유출사고와 삼성중공업의 배상책임에 관하여, 한국비교사법학회 제56회 정기(춘계)학술대회, 2008.5.23
- 자주점유의 기원과 종말, 한국법사학회 제84회 정례학술대회: 서양법사의 쟁점들, 2008.6.28
- 법조인의 전문화 및 국제경쟁력 강화, 건국 60주년 기념 한국법률가대회: 선진국 조건으로서 법치주의, 한국법학원, 대법원, 헌법재판소, 법무부, 대한변호사협회, 한국법학교수회, 2008.8.26
- Damages under Korean contract law, Third Annual ICC New York Conference on "ICC Arbitration Today: Bridging the Cultural Gap in International Arbitration", 2008.9.15
- 로스쿨 변호사 실무수습방안, 대한변호사협회 주최 '로스쿨 도입에 따른 변호사 업무의 선진화 방안' 심포지엄, 2008.12.15